# ノヴォクイビシェフスク

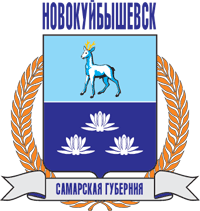
ノヴォクイビシェフスク市の紋章

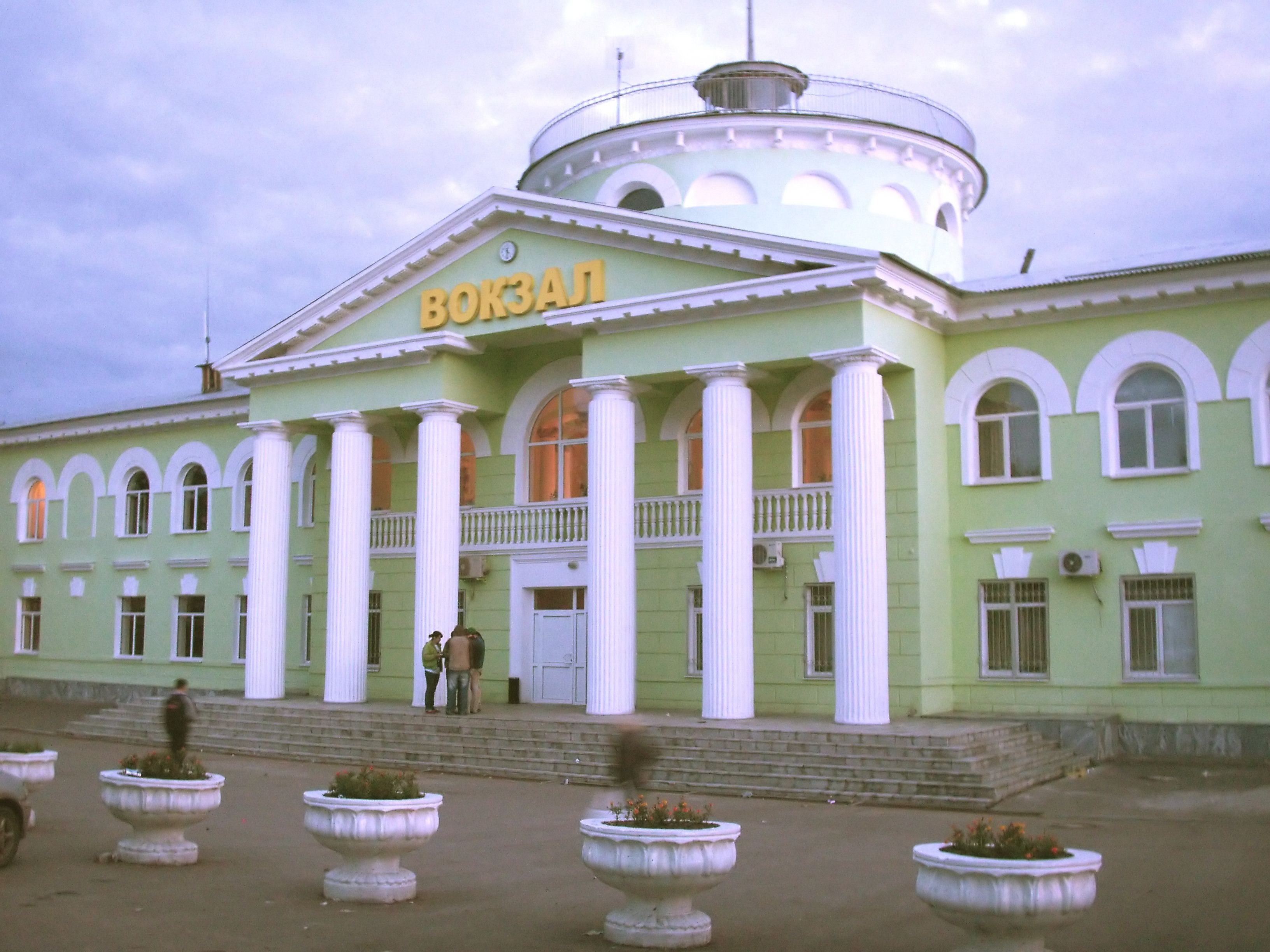
ノヴォクイビシェフスク駅舎

ノヴォクイビシェフスク（ロシア語: Новоку́йбышевск, Novokuybyshevsk）はロシアのサマラ州の都市。人口は10万8449人（2023年 推計値）。ヴォルガ川の左岸（東側）に建つ。州都サマーラの南東20キロメートルに位置する石油工業の町である。最寄りの町は、南西18キロメートルの位置にあるチャパエフスク市。
ノヴォクイビシェフスクの町は周囲の8つの農村集落（村）とともに、州の下にある地区には属さない、州直属のノヴォクイビシェフスク市を形成する。

## 歴史
19世紀末にサマーラ・ズラトウースト間の鉄道が開通した際、この地にはリピャギ駅が設置され、工場などが置かれ始めた。ロシア内戦期は、現在のノヴォクイビシェフスクのある場所は赤軍と白軍（チェコ軍団）との激戦が展開された場所である。
第二次世界大戦直後の1946年、ソ連政府はサマーラ（当時はクイビシェフ市と呼ばれた）近郊のリピャギ駅周辺に国内最大級のノヴォクイビシェフ（新クイビシェフ）石油精製所を建設した。同時に石油精製所の労働者の住宅も建設されたが、当初の予定では人口14,000人ほどの小規模な集落であった。しかしこの地が住宅や工場に有利な条件を有していたことから、大規模な工業地域を建設する方向へ転換する。1951年9月、石油精製所の操業が開始され、1952年2月22日にはノヴォ・クイビシェフの集落には市の地位が与えられ、ノヴォクイビシェフスク市となった。1960年代には石油化学工場が複数建てられ、市の人口は60年代半ばに10万人を突破している。

## 経済
ノヴォクイビシェフスクは石油精製や石油化学を主産業とする工業都市である。これに加えてパイプライン用のパイプを製造する工場、火力発電所2か所、軽工業や食品工業の工場が立つ。狭い地域に汚染物質を排出する工場が集中しているため、ロシアの中でも大気汚染が特に深刻な都市になっている。

## 出身者
- インガ・アビトワ - 陸上選手